# Banyubiru (Labuan)
Banyubiru is een bestuurslaag in het regentschap Pandeglang van de provincie Banten, Indonesië. Banyubiru telt 2046 inwoners (volkstelling 2010).